# Chitrella
Genre
Synonymes
- Chitra Chamberlin, 1930 nec Gray, 1844

Chitrella est un genre de pseudoscorpions de la famille des Syarinidae.

## Distribution
Les espèces de ce genre sont endémiques des États-Unis.

## Liste des espèces
Selon Pseudoscorpions of the World (version 3.0) :
- Chitrella archeri Malcolm & Chamberlin, 1960
- Chitrella cala (Chamberlin, 1930)
- Chitrella cavicola (Packard, 1884)
- Chitrella elliotti Muchmore, 1992
- Chitrella major Muchmore, 1992
- Chitrella muesebecki Malcolm & Chamberlin, 1960
- Chitrella regina Malcolm & Chamberlin, 1960
- Chitrella superba Muchmore, 1973
- Chitrella transversa (Banks, 1909)
- Chitrella welbourni Muchmore, 1992

## Publications originales
- Beier, 1932 : Pseudoscorpionidea I. Subord. Chthoniinea et Neobisiinea. Tierreich, vol. 57, p. 1-258 (de).
- Chamberlin, 1930 : A synoptic classification of the false scorpions or chela-spinners, with a report on a cosmopolitan collection of the same. Part II. The Diplosphyronida (Arachnida-Chelonethida). Annals and Magazine of Natural History, sér. 10, vol. 5, p. 1-48 & 585-620 (en).